# Маљава бреза
Маљава бреза (лат. Betula pubescens Ehrh.) је листопадно дрво или жбун из рода бреза (Betula). Карактеристична је по белој кори целог дебла и младим гранама густо покривеним длакама, по којима је и добила име.
Заједно са обичном (белом) брезом чини низ Betula alba, који се некада, у доба Линеа, сматрао јединственом врстом. Међутим, маљава бреза се од обичне разликује по многим особинама. али ово је назив које се везује и за друге врсте бреза — обичну брезу (која се чешће код нас назива бела бреза), америчку папирасту брезу и др...
Маљава бреза је угрожена врста и налази се на Црвеној листи Међународне уније за заштиту природе (енгл International Union for Conservation of Nature (IUCN)).

## Распрострањеност
Маљава бреза распрострањена је у северној и средњој Европи, западном и централном Сибиру и на Кавказу. Њен ареал распростире се северније од ареала обичне (беле) брезе и прелази арктички поларни круг.

### Маљава бреза у Србији
У Србији се маљава бреза може наћи на некадашњој Власинској тресави, где расте на пловећим тресетним острвима Власинског језера. Има статус угрожене врсте и као природна реткости стављена је под заштиту као једна од биљних врста „којима је из природних узрока или људском делатношћу угрожен опстанак, односно које су угрожене коришћењем и прометом ради очувања генофонда, односно појединих чланова животних заједница одређених екосистема Републике“. Данас су, према речима професора Слободана Јовановића са биолошког факултета универзитета у Београду, пловећа острва Власинског језера једино уточиште маљаве брезе. Како су и сама угрожена, заједно са околним подручјем Власинске висоравни заштићена су као Предео изузетних одлика Власина.

## Изглед
Маљава бреза веома је слична обичној (белој) брези, па су се ове две врсте, у доба када је Карл фон Лине у систематику живог света увео биномијалну номенклатуру, сматрале јединственом врстом. Касније су установљене многе разлике које раздвајају ове две врсте. Данас ове две врсте чине низ Betula alba. Отуда потиче и недоумица око домаћег имена бела бреза.
Маљава бреза расте као жбун или дрво, висине 1-30 м. Кора дебла је сивкасто или жућкасто бела готово до саме основе чак и на старим стаблима, без дебеле мртве коре. Младе гранчице су крупне, никад нису висеће и густо су маљаве. Млади листови и петељке такође су густо прекривени длачицама. Плодне ресе остају дуже на гранама нераспаднуте, са зрелим плодовима, у односу на обичну (белу) брезу.
- Кора дебла сивкасто бела до основе. Нема дебеле мртве коре
- Маљаве младе гранчице и листови
- Зрели листови маљаве брезе
- Мушке ресе
- Женске плодне ресе и семе

#### Основне разлике у изгледу врстаBetula pubescensиBetula pendula
| Betula pubescens                              | Betula pendula                                                      |
| --------------------------------------------- | ------------------------------------------------------------------- |
| Расте као жбун или дрво (1-20 м)              | Расте као дрво (до 30 м)                                            |
| Младе гранчице крупне, усправне, густо маљаве | Младе гранчице танке, висеће, голе, прекривене лепљивим брадавицама |
| Кора дебла сивкасто или жућкасто бела         | Кора дебла сребрнасто бела                                          |
| Кора старих стабала бела до основе            | Кора старих стабала при основи готово црна и дубоко испуцала        |
| Млади листови и петељке маљави                | Млади листови и петељке голи и лепљиви                              |

## Станиште
Како од природе расте у веома хладним областима маљава бреза отпорна је на ниске температуре, али је (за разлику од обичне брезе) осетљива на недостатак влаге. У влажним поднебљима може расти на свим врстама земљишта. У поднебљима са малим процентом влаге ваздуха расте само на мочварном или тресетном земљишту.

## Употреба
Употреба је слична као код обичне брезе, али пошто је маљава бреза у Србији строго заштићена врста не сме се нити сећи, нити на други начин повређивати.

## Значај у озелењавању
Маљава бреза често се користи као декоративна врста на мочварним и тресетним теренима, где су неповољни услови за већину других декоративних врста. Има више гајених форми и варијетета, а један од најинтересантнијих свакако је црвенолисна маљава бреза (Betula pubescens f. rubra T.Ulvinen) чији су листови тамноцрвене боје током целог вегетационог периода.